# Stomiidae
Stomiidae é uma família de peixes da ordem Stomiiformes. A família Stomiidae representa uma das famílias de peixes dominantes nos ecossistemas mesopelágicos, exibindo uma matriz de especializações para uma existência predatória neste ambiente: Boca enorme com dentes proeminentes, estômagos distensíveis, alongados corpos escuros com fotóforos, barbatanas e queixo com tecido bioluminescente.

## Anatomia
Em contraste com a sua pele pigmentada escura, o peixe-dragão está equipado com dentes transparentes.

## Classificação
Família Stomiidae
- Gênero Aristostomias
  - Aristostomias grimaldii Zugmayer, 1913
  - Aristostomias lunifer Regan & Trewavas, 1930
  - Aristostomias polydactylus Regan & Trewavas, 1930
  - Aristostomias scintillans (Gilbert, 1915)
  - Aristostomias tittmanni Welsh, 1923
  - Aristostomias xenostoma Regan & Trewavas, 1930
- Gênero Astronesthes
  - Astronesthes atlanticus Parin & Borodulina, 1996
  - Astronesthes bilobatus Parin & Borodulina, 1996
  - Astronesthes boulengeri Gilchrist, 1902
  - Astronesthes caulophorus Regan & Trewavas, 1929
  - Astronesthes chrysophekadion (Bleeker, 1849)
  - Astronesthes cyaneus (Brauer, 1902)
  - Astronesthes cyclophotus Regan & Trewavas, 1929
  - Astronesthes decoratus Parin & Borodulina, 2002
  - Astronesthes dupliglandis Parin & Borodulina, 1997
  - Astronesthes exsul Parin & Borodulina, 2002
  - Astronesthes fedorovi Parin & Borodulina, 1994
  - Astronesthes formosana Liao et al., 2006
  - Astronesthes galapagensis Parin, Borodulina & Hulley, 1999
  - Astronesthes gemmifer Goode & Bean, 1896
  - Astronesthes gibbsi Borodulina, 1992
  - Astronesthes gudrunae Parin & Borodulina, 2002
  - Astronesthes haplophos Parin & Borodulina, 2002
  - Astronesthes ijimai Tanaka, 1908
  - Astronesthes illuminatus Parin, Borodulina & Hulley, 1999
  - Astronesthes indicus Brauer, 1902
  - Astronesthes indopacificus Parin & Borodulina, 1997
  - Astronesthes karsteni Parin & Borodulina, 2002
  - Astronesthes kreffti Gibbs & McKinney, 1988
  - Astronesthes lamellosus Goodyear & Gibbs, 1970
  - Astronesthes lampara Parin & Borodulina, 1998
  - Astronesthes leucopogon Regan & Trewavas, 1929
  - Astronesthes longiceps Regan & Trewavas, 1929
  - Astronesthes lucibucca Parin & Borodulina, 1996
  - Astronesthes lucifer Gilbert, 1905
  - Astronesthes luetkeni Regan & Trewavas, 1929
  - Astronesthes lupina Whitley, 1941
  - Astronesthes macropogon Goodyear & Gibbs, 1970
  - Astronesthes martensii Klunzinger, 1871.
  - Astronesthes micropogon Goodyear & Gibbs, 1970
  - Astronesthes neopogon Regan & Trewavas, 1929
  - Astronesthes niger Richardson, 1845
  - Astronesthes nigroides Gibbs & Aron, 1960
  - Astronesthes oligoa Parin & Borodulina, 2002
  - Astronesthes psychrolutes (Gibbs & Weitzman, 1965)
  - Astronesthes quasiindicus Parin & Borodulina, 1996
  - Astronesthes richardsoni (Poey, 1852)Astronesthes richardsoni
  - Astronesthes similus Parr, 1927

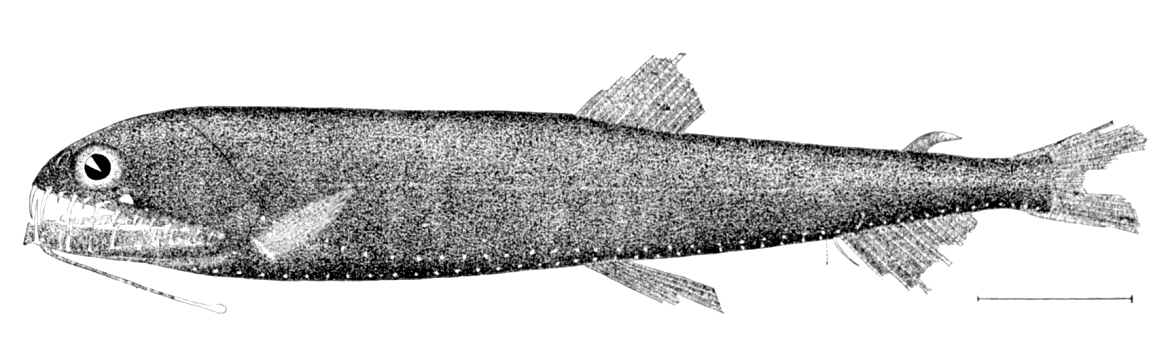
Astronesthes richardsoni

  - Astronesthes spatulifer Gibbs & McKinney, 1988
  - Astronesthes splendida Brauer, 1902
  - Astronesthes tanibe Parin & Borodulina, 2001
  - Astronesthes tatyanae Parin & Borodulina, 1998
  - Astronesthes tchuvasovi Parin & Borodulina, 1996
  - Astronesthes trifibulatus Gibbs, Amaoka & Haruta, 1984
  - Astronesthes zetgibbsi Parin & Borodulina, 1997
  - Astronesthes zharovi Parin & Borodulina, 1998
- Gênero Bathophilus
  - Bathophilus abarbatus Barnett & Gibbs, 1968
  - Bathophilus altipinnis Beebe, 1933
  - Bathophilus ater (Brauer, 1902)
  - Bathophilus brevis Regan & Trewavas, 1930
  - Bathophilus digitatus (Welsh, 1923)
  - Bathophilus filifer (Regan & Trewavas, 1929)
  - Bathophilus flemingi Aron & McCrery, 1958
  - Bathophilus indicus (Brauer, 1902)
  - Bathophilus irregularis Norman, 1930
  - Bathophilus kingi Barnett & Gibbs, 1968
  - Bathophilus longipinnis (Pappenheim, 1914)
  - Bathophilus nigerrimus Giglioli, 1882Bathophilus nigerrimus
  - Bathophilus pawneei Parr, 1927.

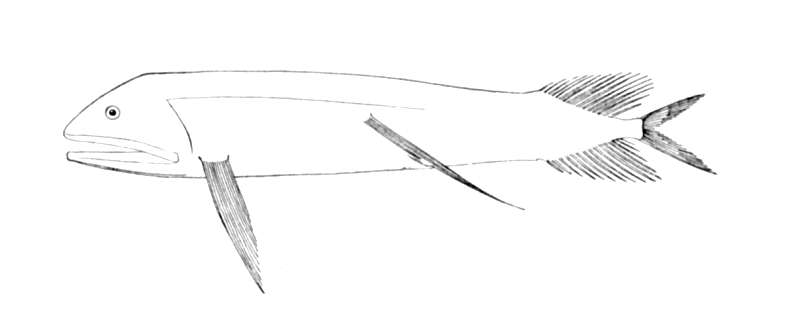
Bathophilus nigerrimus

  - Bathophilus proximus Regan & Trewavas, 1930
  - Bathophilus schizochirus Regan & Trewavas, 1930
  - Bathophilus vaillanti (Zugmayer, 1911)
- Gênero Borostomias
  - Borostomias abyssorum (Koehler, 1896)
  - Borostomias antarcticus (Lönnberg, 1905)
  - Borostomias elucens (Brauer, 1906)
  - Borostomias mononema (Regan & Trewavas, 1929)
  - Borostomias pacificus (Imai, 1941)
  - Borostomias panamensis Regan & Trewavas, 1929
- Gênero Chauliodus
  - Chauliodus barbatus (Lowe, 1843)
  - Chauliodus danae Regan & Trewavas, 1929Chauliodus danae
  - Chauliodus dentatus Garman, 1899
  - Chauliodus macouni Bean, 1890

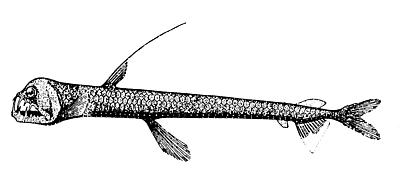
Chauliodus danae

  - Chauliodus minimus Parin & Novikova, 1974
  - Chauliodus pammelas Alcock, 1892
  - Chauliodus schmidti (Regan & Trewavas, 1929)
  - Chauliodus sloani Bloch & Schneider, 1801Chauliodus sloani

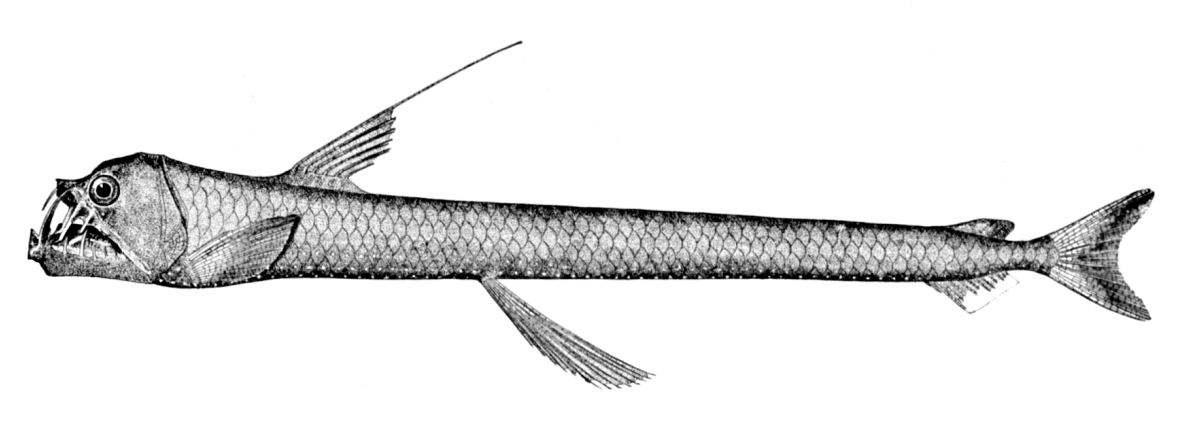
Chauliodus sloani

  - Chauliodus vasnetzovi Novikova, 1972
- Gênero Chirostomias
  - Chirostomias pliopterus Regan & Trewavas, 1930
- Gênero Echiostoma
  - Echiostoma barbatum Lowe, 1843Echiostoma barbatum
- Gênero Eupogonesthes

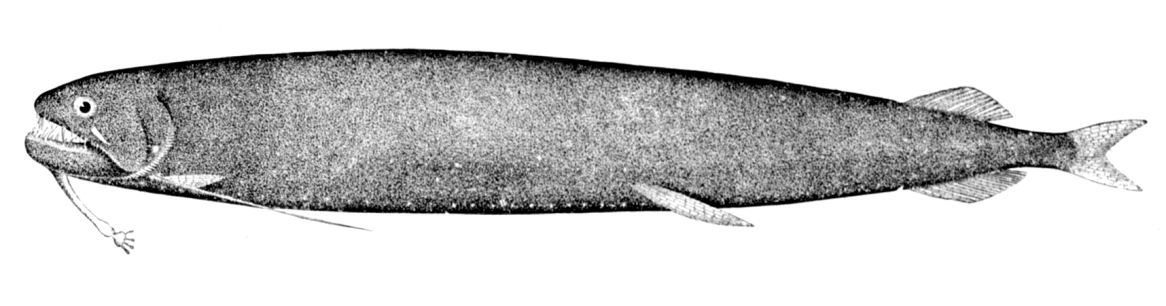
Echiostoma barbatum

  - Eupogonesthes xenicus Parin & Borodulina, 1993
- Gênero Eustomias
  - Eustomias achirus Parin & Pokhil'skaya, 1974
  - Eustomias acinosus Regan & Trewavas, 1930
  - Eustomias aequatorialis Clarke, 1998
  - Eustomias albibulbus Clarke, 2001
  - Eustomias appositus Gibbs, Clarke & Gomon, 1983
  - Eustomias arborifer Parr, 1927
  - Eustomias australensis Gibbs, Clarke & Gomon, 1983
  - Eustomias austratlanticus Gibbs, Clarke & Gomon, 1983
  - Eustomias bertelseni Gibbs, Clarke & Gomon, 1983
  - Eustomias bibulboides Gibbs, Clarke & Gomon, 1983
  - Eustomias bibulbosus Parr, 1927
  - Eustomias bifilis (Regan & Trewavas, 1929)
  - Eustomias bigelowi Welsh, 1923
  - Eustomias bimargaritatus Regan & Trewavas, 1930
  - Eustomias bimargaritoides Gibbs, Clarke & Gomon, 1983
  - Eustomias binghami Parr, 1927
  - Eustomias bituberatus Regan & Trewavas, 1930
  - Eustomias bituberoides Gibbs, Clarke & Gomon, 1983
  - Eustomias borealis Clarke, 2000
  - Eustomias braueri (Regan, 1908)
  - Eustomias brevibarbatus Parr, 1927
  - Eustomias bulbiramis Clarke, 2001
  - Eustomias bulbornatus Gibbs, 1960
  - Eustomias cancriensis Gibbs, Clarke & Gomon, 1983
  - Eustomias cirritus Gibbs, Clarke & Gomon, 1983
  - Eustomias contiguus Gomon & Gibbs, 1985
  - Eustomias crossotus Gibbs, Clarke & Gomon, 1983
  - Eustomias crucis Gibbs & Craddock, 1973
  - Eustomias cryptobulbus Clarke, 2001
  - Eustomias curtatus Gibbs, Clarke & Gomon, 1983
  - Eustomias curtifilis Clarke, 2000
  - Eustomias danae (Regan & Trewavas, 1929)
  - Eustomias decoratus (Parin & Borodulina, 2002)
  - Eustomias dendriticus Regan & Trewavas, 1930
  - Eustomias deofamiliaris Gibbs, Clarke & Gomon, 1983
  - Eustomias digitatus (Welsh, 1923)
  - Eustomias dinema Clarke, 1999
  - Eustomias dispar Gomon & Gibbs, 1985
  - Eustomias dubius Parr, 1927
  - Eustomias elongatus Clarke, 2001
  - Eustomias enbarbatus Welsh, 1923
  - Eustomias filifer (Regan & Trewavas, 1929)
  - Eustomias fissibarbis (Pappenheim, 1914)
  - Eustomias flagellifer Clarke, 2001
  - Eustomias furcifer Regan & Trewavas, 1930
  - Eustomias gibbsi (Borodulina, 1992)
  - Eustomias grandibulbus Gibbs, Clarke & Gomon, 1983
  - Eustomias hulleyi Gomon & Gibbs, 1985
  - Eustomias hypopsilus Gomon & Gibbs, 1985
  - Eustomias ignotus Gomon & Gibbs, 1985
  - Eustomias inconstans Gibbs, Clarke & Gomon, 1983
  - Eustomias insularum Clarke, 1998
  - Eustomias intermedius Clarke, 1998
  - Eustomias interruptus Clarke, 1999
  - Eustomias ioani Parin & Pokhil'skaya, 1974
  - Eustomias jimcraddocki Sutton & Hartel, 2004
  - Eustomias kreffti (Gibbs & McKinney, 1988)
  - Eustomias lanceolatus Clarke, 1999
  - Eustomias leptobolus Regan & Trewavas, 1930
  - Eustomias lipochirus Regan & Trewavas, 1930
  - Eustomias longibarba Parr, 1927
  - Eustomias longiramis Clarke, 2001
  - Eustomias macronema Regan & Trewavas, 1930
  - Eustomias macrophthalmus (Regan & Trewavas, 1929)
  - Eustomias macrurus Regan & Trewavas, 1930
  - Eustomias magnificus Clarke, 2001.
  - Eustomias medusa Gibbs, Clarke & Gomon, 1983
  - Eustomias melanonema Regan & Trewavas, 1930
  - Eustomias melanostigma Regan & Trewavas, 1930
  - Eustomias melanostigmoides Gibbs, Clarke & Gomon, 1983
  - Eustomias mesostenus Gibbs, Clarke & Gomon, 1983
  - Eustomias metamelas Gomon & Gibbs, 1985
  - Eustomias micraster Parr, 1927
  - Eustomias micropterygius Parr, 1927
  - Eustomias minimus (Parin & Novikova, 1974)
  - Eustomias monoclonoides Clarke, 1999
  - Eustomias monoclonus Regan & Trewavas, 1930
  - Eustomias monodactylus Regan & Trewavas, 1930
  - Eustomias multifilis Parin & Pokhil'skaya, 1978
  - Eustomias obscurus Vaillant, 1884Eustomias obscurus

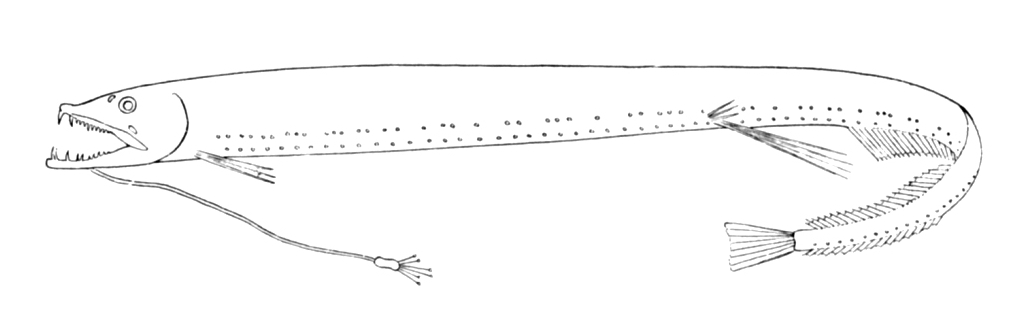
Eustomias obscurus

  - Eustomias orientalis Gibbs, Clarke & Gomon, 1983
  - Eustomias pacificus (Imai, 1941)
  - Eustomias parini Clarke, 2001
  - Eustomias parri Regan & Trewavas, 1930
  - Eustomias patulus Regan & Trewavas, 1930
  - Eustomias paucifilis Parr, 1927
  - Eustomias paxtoni Clarke, 2001
  - Eustomias perplexus Gibbs, Clarke & Gomon, 1983
  - Eustomias pinnatus Clarke, 1999
  - Eustomias polyaster Parr, 1927
  - Eustomias posti Gibbs, Clarke & Gomon, 1983
  - Eustomias precarius Gomon & Gibbs, 1985
  - Eustomias problematicus Clarke, 2001
  - Eustomias pyrifer Regan & Trewavas, 1930
  - Eustomias quadrifilis Gomon & Gibbs, 1985
  - Eustomias radicifilis Borodin, 1930
  - Eustomias satterleei Beebe, 1933
  - Eustomias schiffi Beebe, 1932
  - Eustomias schmidti (Regan & Trewavas, 1929)
  - Eustomias silvescens Regan & Trewavas, 1930
  - Eustomias similis (Parr, 1927)
  - Eustomias simplex (Parr, 1927)
  - Eustomias spherulifer Gibbs, Clarke & Gomon, 1983
  - Eustomias suluensis Gibbs, Clarke & Gomon, 1983
  - Eustomias tenisoni Regan & Trewavas, 1930
  - Eustomias tetranema Zugmayer, 1913
  - Eustomias teuthidopsis Gibbs, Clarke & Gomon, 1983
  - Eustomias tomentosis Clarke, 1998
  - Eustomias trewavasae Norman, 1930
  - Eustomias triramis Regan & Trewavas, 1930
  - Eustomias uniramis Clarke, 1999
  - Eustomias variabilis Regan & Trewavas, 1930
  - Eustomias vitiazi Parin & Pokhil'skaya, 1974
  - Eustomias vulgaris Clarke, 2001
  - Eustomias woollardi Clarke, 1998
  - Eustomias xenobolus Regan & Trewavas, 1930
- Gênero Flagellostomias
  - Flagellostomias boureei (Zugmayer, 1913)
- Gênero Grammatostomias
  - Grammatostomias circularis Morrow, 1959
  - Grammatostomias dentatus (Garman, 1899)Grammatostomias dentatus

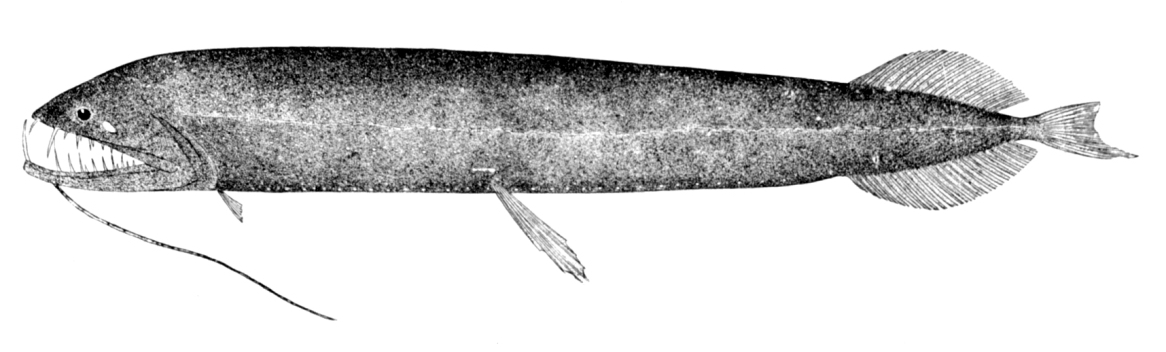
Grammatostomias dentatus

  - Grammatostomias flagellibarba Holt & Byrne, 1910
- Gênero Heterophotus
  - Heterophotus ophistoma Regan & Trewavas, 1929
- Gênero Idiacanthus
  - Idiacanthus antrostomus Gilbert, 1890
  - Idiacanthus atlanticus (Parin & Borodulina, 1996)
  - Idiacanthus fasciola Peters, 1877Idiacanthus fasciola
- Gênero Leptostomias

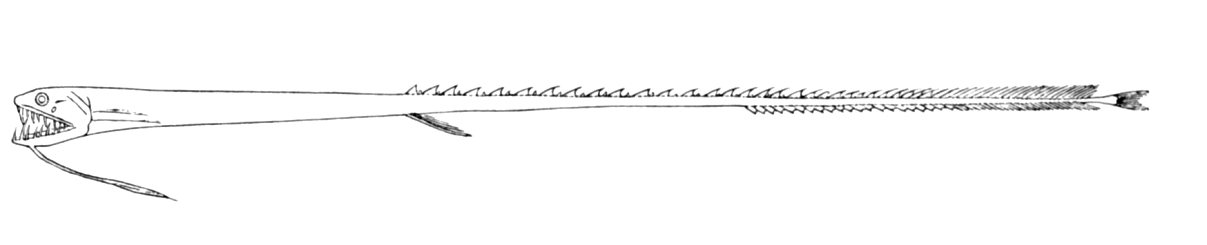
Idiacanthus fasciola

  - Leptostomias analis Regan & Trewavas, 1930
  - Leptostomias bermudensis Beebe, 1932
  - Leptostomias bilobatus (Parin & Borodulina, 1996)
  - Leptostomias gladiator (Zugmayer, 1911)
  - Leptostomias gracilis Regan & Trewavas, 1930
  - Leptostomias haplocaulus Regan & Trewavas, 1930
  - Leptostomias leptobolus (Regan & Trewavas, 1930)
  - Leptostomias longibarba (Parr, 1927)
  - Leptostomias macronema (Regan & Trewavas, 1930)
  - Leptostomias macropogon (Goodyear & Gibbs, 1970)
  - Leptostomias multifilis (Parin & Pokhil'skaya, 1978)
  - Leptostomias robustus Imai, 1941
- Gênero Malacosteus
  - Malacosteus australis Kenaley, 2007
  - Malacosteus niger Ayres, 1848Malacosteus niger
- Gênero Melanostomias

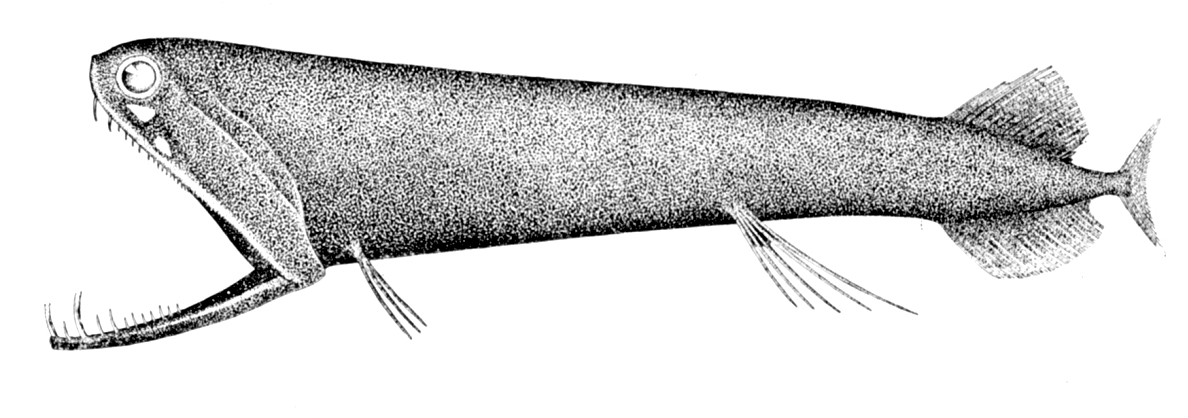
Malacosteus niger

  - Melanostomias bartonbeani Parr, 1927
  - Melanostomias biseriatus Regan & Trewavas, 1930
  - Melanostomias globulifer Fowler, 1934
  - Melanostomias macrophotus Regan & Trewavas, 1930
  - Melanostomias margaritifer Regan & Trewavas, 1930
  - Melanostomias melanopogon Regan & Trewavas, 1930
  - Melanostomias melanops Brauer, 1902
  - Melanostomias niger (Richardson, 1845)
  - Melanostomias nigroaxialis Parin & Pokhil'skaya, 1978
  - Melanostomias paucilaternatus Parin & Pokhil'skaya, 1978
  - Melanostomias pauciradius Matsubara, 1938
  - Melanostomias pollicifer Parin & Pokhil'skaya, 1978
  - Melanostomias stewarti Fowler, 1934
  - Melanostomias tentaculatus (Regan & Trewavas, 1930)
  - Melanostomias valdiviae Brauer, 1902
  - Melanostomias vierecki Fowler, 1934
- Gênero Neonesthes
  - Neonesthes capensis (Gilchrist & von Bonde, 1924)
  - Neonesthes microcephalus Norman, 1930
- Gênero Odontostomias
  - Odontostomias masticopogon Norman, 1930
  - Odontostomias micropogon (Goodyear & Gibbs, 1970)
- Gênero Opostomias
  - Opostomias micripnus (Günther, 1878)Opostomias micripnus
  - Opostomias mitsuii Imai, 1941
- Gênero Pachystomias

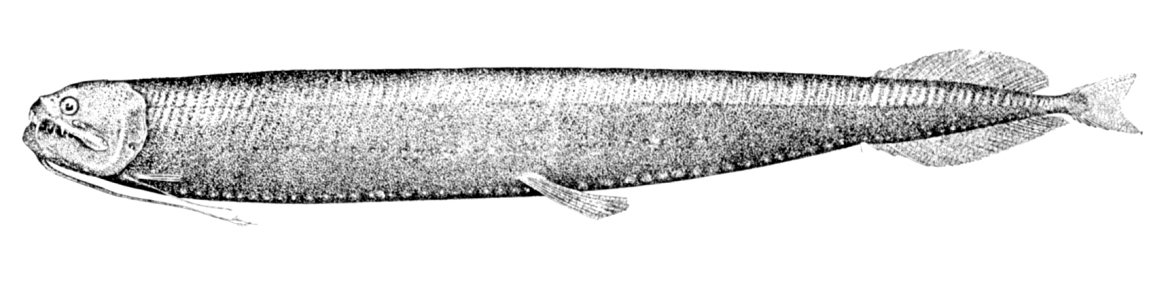
Opostomias micripnus

  - Pachystomias microdon (Günther, 1878)Pachystomias microdon
- Gênero Photonectes

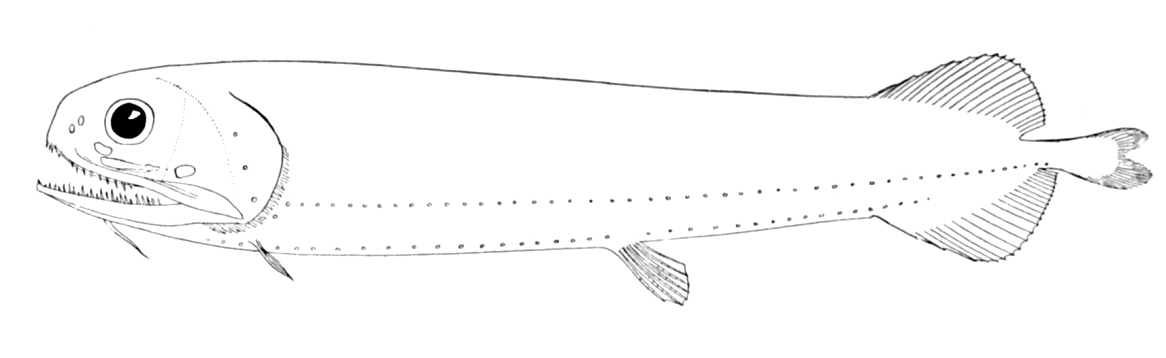
Pachystomias microdon

  - Photonectes achirus (Parin & Pokhil'skaya, 1974)
  - Photonectes albipennis (Döderlein, 1882)
  - Photonectes braueri (Regan, 1908)
  - Photonectes caerulescens Regan & Trewavas, 1930
  - Photonectes dinema (Clarke, 1999)
  - Photonectes gracilis (Regan & Trewavas, 1930)Photonectes gracilis

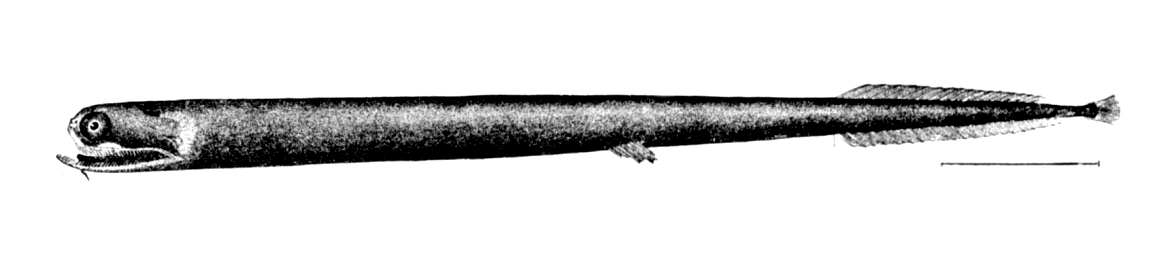
Photonectes gracilis

  - Photonectes leucospilus Regan & Trewavas, 1930
  - Photonectes margarita (Goode & Bean, 1896)Photonectes margarita
  - Photonectes mirabilis Parr, 1927

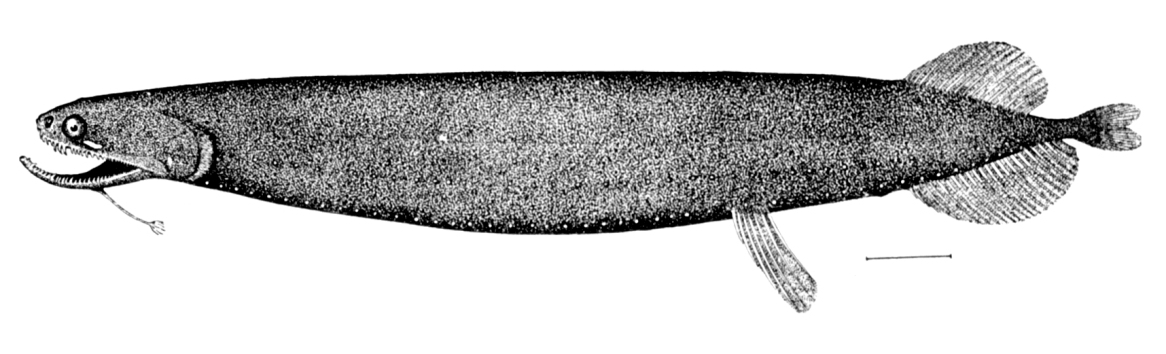
Photonectes margarita

  - Photonectes munificus Gibbs, 1968
  - Photonectes parvimanus Regan & Trewavas, 1930
  - Photonectes phyllopogon Regan & Trewavas, 1930
- Gênero Photostomias
  - Photostomias guernei Collett, 1889Photostomias guernei

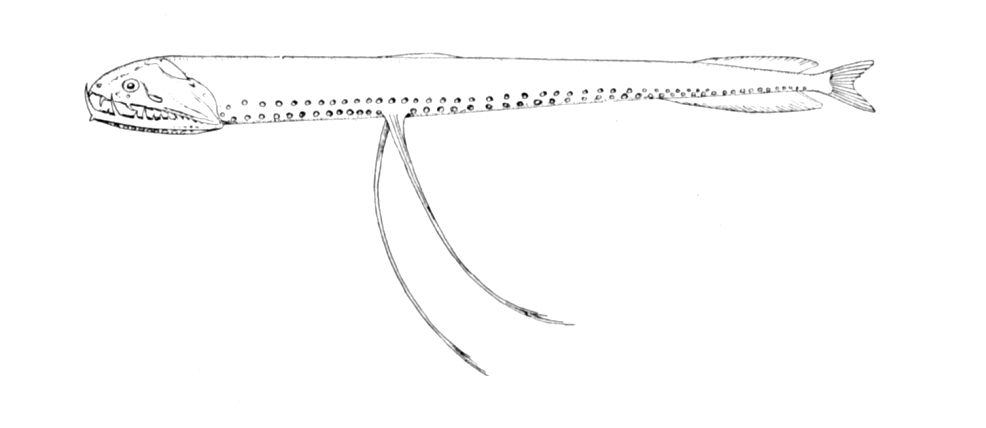
Photostomias guernei

  - Photostomias mirabilis (Parr, 1927)
- Gênero Rhadinesthes
  - Rhadinesthes decimus (Zugmayer, 1911)
- Gênero Stomias
  - Stomias affinis Günther, 1887Stomias affinis
  - Stomias atriventer Garman, 1899

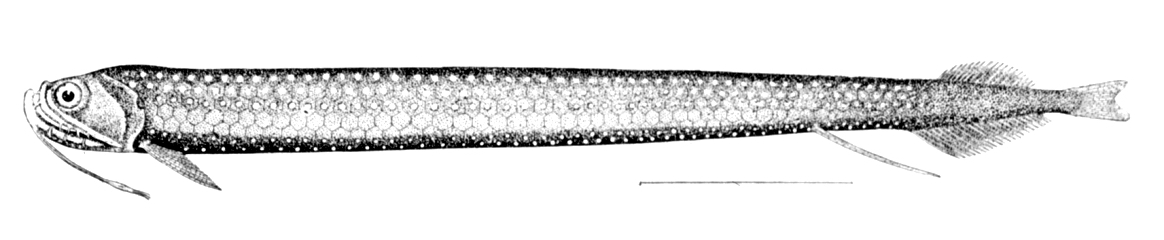
Stomias affinis

  - Stomias boa boa (Risso, 1810)Stomias boa boa

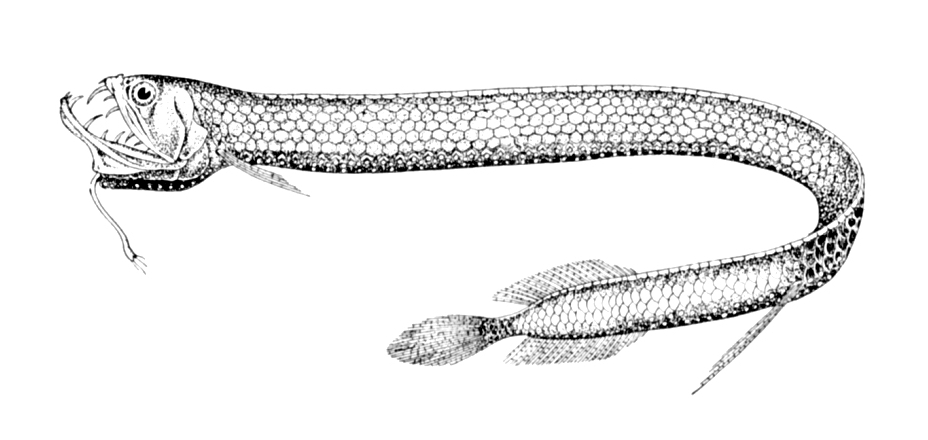
Stomias boa boa

  - Stomias boa colubrinus Garman, 1899
  - Stomias boa ferox Reinhardt, 1842Boa dragonfish, Stomias boa ferox

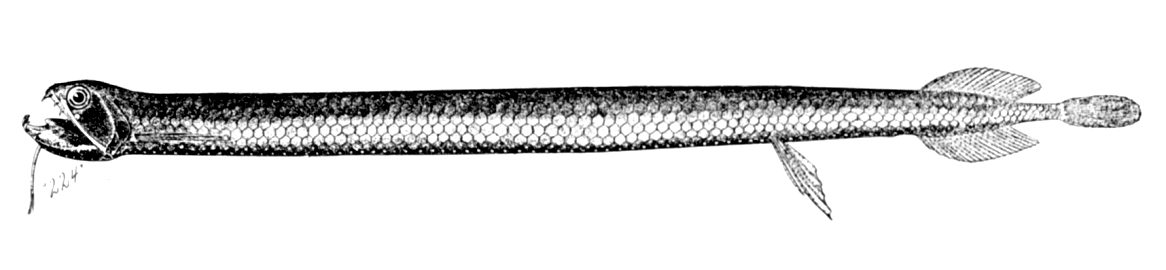
Boa dragonfish, Stomias boa ferox

  - Stomias brevibarbatus (Parr, 1927)
  - Stomias danae (Regan & Trewavas, 1929)
  - Stomias gracilis (Regan & Trewavas, 1930)
  - Stomias lampropeltis Gibbs, 1969
  - Stomias longibarbatus (Brauer, 1902)
  - Stomias nebulosus Alcock, 1889
- Gênero Tactostoma
  - Tactostoma macropus Bolin, 1939
- Gênero Thysanactis
  - Thysanactis dentex Regan & Trewavas, 1930
- Gênero Trigonolampa
  - Trigonolampa miriceps Regan & Trewavas, 1930